# Tour dei British and Irish Lions 2001
Il tour dei British and Irish Lions 2001 fu il 27º tour ufficiale della formazione interbritannica di rugby a 15 dei British and Irish Lions; si tenne per la 12ª volta in Australia, dall'8 giugno al 14 luglio 2001, e consisté in una serie di 10 incontri, di cui tre test match contro gli Wallabies.
Il team era capitanato da Martin Johnson, primo ed unico giocatore ad avere guidato i Lions in due tour differenti . Allenatore era il neozelandese Graham Henry, CT del Galles
.
Dopo la vittoria nel primo test match contro l'Australia, il Lions persetro i rimanenti due test della serie. Il tour evidenziò grosse tensioni tra i titolari e le reserve (ossia la "midweek squad").

## Team
- Estremi:
  - Iain Balshaw (Bath e Inghilterra  )
  - Matt Perry (Bath e Inghilterra  )
- Ali:
  - Ben Cohen (Northampton e Inghilterra  )
  - Dafydd James (Llanelli e Galles  )
  - Dan Luger (Saracens F.C. e Inghilterra  )
  - Jason Robinson (Sale e Inghilterra  )
  - Tyrone Howe (Ulster e Irlanda  )- sostituto di Dan Luger
- Centri:
  - Mike Catt (Bath e Inghilterra  )
  - Will Greenwood (Harlequins e Inghilterra  )
  - Rob Henderson (Wasps e Irlanda  )
  - Brian O'Driscoll (Leinster e Irlanda  )
  - Mark Taylor (Swansea e Galles  )
  - Scott Gibbs (Swansea e Galles  )- sostituto di Mike Catt
- Mediani di apertura:
  - Neil Jenkins (Cardiff e Galles  )
  - Ronan O'Gara (Munster e Irlanda  )
  - Jonny Wilkinson (Newcastle e Inghilterra  )
- Mediani di mischia:
  - Matt Dawson (Northampton e Inghilterra  )
  - Austin Healey (Leicester Tigers e Inghilterra  )
  - Rob Howley (Cardiff e Galles  )
  - Andy Nicol (Glasgow e Scozia  )– sostituto di Rob Howley
- Piloni:
  - Jason Leonard (Harlequins e Inghilterra  )
  - Darren Morris (Swansea e Galles  )
  - Tom Smith (Brive e Scozia  )
  - Phil Vickery (Gloucester e Inghilterra  )
  - Dai Young (Cardiff e Galles  )
- Tallonatori:
  - Phil Greening (Wasps e Inghilterra  )
  - Robin McBryde (Llanelli e Galles  )
  - Keith Wood (Harlequins e Irlanda  )
  - Gordon Bulloch (Glasgow e Scozia  )- sostituto for Phil Greening
  - Dorian West (Leicester Tigers e Inghilterra  ) - sostituto
- Seconde linee:
  - Jeremy Davidson (Castres e Irlanda  )
  - Danny Grewcock (Saracens F.C. e Inghilterra  )
  - Martin Johnson (Leicester Tigers e Inghilterra ; capitano)
  - Scott Murray (Saracens F.C. e Scozia  )
  - Malcolm O'Kelly (St Mary's College e Irlanda  )
- Terze Linee:
  - Neil Back (Leicester Tigers e Inghilterra  )
  - Colin Charvis (Swansea e Galles  )
  - Lawrence Dallaglio (Wasps e Inghilterra  )
  - Richard Hill (Saracens F.C. e Inghilterra  )
  - Scott Quinnell (Llanelli e Galles  )
  - Simon Taylor (Edinburgh e Scozia  )
  - Martyn Williams (Cardiff e Galles  )
  - Martin Corry (Leicester Tigers e Inghilterra  ) – sostituto di Simon Taylor
  - David Wallace (Munster e Irlanda  ) sostituto di Lawrence Dallaglio

## Bilancio
- Match Ufficiali:
  - Giocate: 3
  - Vinte: 1
  - Perse: 2
  - Punti fatti: 66
  - Punti subiti: 77
- Match non ufficiali:
  - Giocate: 7
  - Vinte: 6
  - Perse: 1
  - Punti fatti: 383
  - Punti subiti: 107

## Risultati

### Itest match
| Arbitro: | André Watson |

|                     |      |                                                            |
| Walker 66’ Grey 68’ | mt   | 3’ J. Robinson 32’ D. James 41’ O’Driscoll 50’ S. Quinnell |
|                     | tr   | 32’, 41’, 50’ Wilkinson                                    |
| Walker 18’          | c.p. | 44’ Wilkinson                                              |

| Arbitro: | Jonathan Kaplan |

|                                        |      |                        |
| Roff 41’, 49’ Burke 65’                | mt   | 28’ Back               |
| Burke 48’                              | tr   |                        |
| Burke 19’, 39’, 46’, 76’, 80+3’, 80+6’ | c.p. | 8’, 11’, 58’ Wilkinson |

| Arbitro: | Paddy O’Brien |

|                              |      |                               |
| D. Herbert 40’, 49’          | mt   | 20’ J. Robinson 43’ Wilkinson |
| Burke 40’, 49’               | tr   | 20’, 43’ Wilkinson            |
| Burke 3’, 11’, 16’, 68’, 80’ | c.p. | 6’, 40+6’, 52’ Wilkinson      |

### Gli altri incontri
| 8 giugno 2001 | Western Australia | 10 – 116 | Isole Britanniche XV |  |

| 12 giugno 2001 | Queensland President's XV | 6 – 83 | Isole Britanniche XV |  |

| 16 giugno 2001 | Queensland Reds | 8 – 42 | Isole Britanniche XV |  |

| 19 giugno 2001 | Australia A | 28 – 25 | Isole Britanniche XV |  |

| 23 giugno 2001 | NSW Waharatas | 24 – 41 | Isole Britanniche XV |  |

| 26 giugno 2001 | NSW Country | 3 – 46 | Isole Britanniche XV |  |

| 3 luglio 2001 | ACT Brumbies | 28 – 30 | Isole Britanniche XV |  |

## I test

### Primo test
Jason Robinson segnò prima meta del match. Seguirono due calci di punizione segnati da Andrew Walker. Una meta di Dafydd James, trasformata da Johnny Wilkinson sancì il 12-3 alla fine del primo tempo.
La seconda meta di Brian O'Driscoll portò sul 19-3 i Lions che proseguirono con un penalty e una meta di Scott Quinnell. La meta di Walter chiuse il match sul 29-13.

### Secondo test
Nel secondo test, a Melbourme, i Lions si portarono in testa 6-3 all'inizio del match con due calci di Wilkisnon. Seguì una meta di Neil Back. L'Australia riuscì a limitare i danni sul 6-11 grazie a due calci di Matt Burke. Nel secondo tempo l'Australia prese in mano il match, prima con una meta di Joe Roff per il pareggio, quindi un calcio di Burke ed una seconda meta di Roff diedero un consistente vantaggio di 21-11 ai Wallabies, che segnarono ancora una meta con Burke e altri calci sino al 35-14 finale.

### Terzo test
Il terzo match era decisivo per l'assegnazione della serie. L'Australia con tre calci di Burke contro uno di Wilkinson conduceva 9-3 quando una meta trasformata di Jason Robinson portò in vantaggio i Lions 10-9.
La meta di Daniel Herbert, trasformata da Burke, riportò avanti i Wallabies, 16 -10.
Alla fine del primo tempo Wilikinson accorciò con una punizione sul 16-13.
Seguì una meta di Wilkinson, subito replicata dalla seconda meta di Bernert che riportò i Lions sul 23-20, prima del pareggio di Wilkinson per il 23-23.
Furono due calci di Burke a dare ai Wallabies il successo finale.